# Liste der Kulturgüter in Rickenbach ZH
Die Liste der Kulturgüter in Rickenbach enthält alle Objekte in der Gemeinde Rickenbach im Kanton Zürich, die gemäss der Haager Konvention zum Schutz von Kulturgut bei bewaffneten Konflikten, dem Bundesgesetz vom 20. Juni 2014 über den Schutz der Kulturgüter bei bewaffneten Konflikten sowie der Verordnung vom 29. Oktober 2014 über den Schutz der Kulturgüter bei bewaffneten Konflikten unter Schutz stehen.
Objekte der Kategorie A sind im Gemeindegebiet nicht ausgewiesen, Objekte der Kategorie B sind vollständig in der Liste enthalten, Objekte der Kategorie C fehlen zurzeit (Stand: 1. Januar 2022). Unter übrige Baudenkmäler sind weitere geschützte Objekte zu finden, die im Verzeichnis der Objekte von überkommunaler Bedeutung der kantonalen Denkmalpflege zu finden und nicht bereits in der Liste der Kulturgüter enthalten sind.

## Kulturgüter
| Foto |                                                                                                  | Objekt                                                                | Kat. | Typ | Standort                                 | Beschreibung |
| ---- | ------------------------------------------------------------------------------------------------ | --------------------------------------------------------------------- | ---- | --- | ---------------------------------------- | ------------ |
| BW   | Datei hochladen · Wikidata zu Bühl, Greutertrotte (Q29933040)                                    | Greutertrotte KGS-Nr.: 7629                                           | B    | G   | Büelstrasse 32.1 702236 / 267871         |              |
| BW   | Datei hochladen · Wikidata zu Hanselispycher (Ortsmuseum) (Q29933045)                            | Hanselispycher, Ortsmuseum KGS-Nr.: 7630                              | B    | G   | Dorfstrasse 3 702138 / 267720            |              |
| BW   | Datei hochladen · Wikidata zu Oberholz, bronzezeitliche-hallstattzeitliche Grabhügel (Q29933043) | Oberholz, bronzezeitliche-hallstattzeitliche Grabhügel KGS-Nr.: 14827 | B    | F   | Altikerstrasse / Wolfhag 702001 / 268300 |              |

## Übrige Baudenkmäler
| ID       | Foto |                 | Objekt                        | Kat.   | Typ | Standort                             | Beschreibung |
| -------- | ---- | --------------- | ----------------------------- | ------ | --- | ------------------------------------ | ------------ |
| 22500057 |      | Datei hochladen | Alter Speicher                | C      | G   | Büelstrasse 32 bei 702269 / 267883   |              |
| 22500058 |      | Datei hochladen | Greutertrotte                 | B reg. | G   | bei Büelstrasse 30 702253 / 267895   |              |
| 22500123 | ja   | Datei hochladen | Reformierte Kirche            | B reg. | G   | Austrasse 7a 702015 / 267621         |              |
| 22500159 |      | Datei hochladen | Oberstufenschulhaus Mülihalde | B reg. | G   | Mülihaldenstrasse 16 702328 / 267779 |              |

Legende: Im Wesentlichen siehe Legende der Liste der Kulturgüter von nationaler und regionaler Bedeutung, mit folgenden Ausnahmen:
- Anstelle der KGS-Nummer wird als Objekt-Identifikator (ID) die Inventarnummer im Verzeichnis der Objekte von überkommunaler Bedeutung des kantonalen Denkmalschutzamtes verwendet.
- Bei den Kategorien wird wie folgt unterschieden: B kant. = Objekt von kantonaler Bedeutung (Kanton Zürich); B reg. = Objekt von regionaler Bedeutung (Kanton Zürich).